# MACROD2
MACROD2 (англ. MACRO domain containing 2) – білок, який кодується однойменним геном, розташованим у людей на короткому плечі 20-ї хромосоми. Довжина поліпептидного ланцюга білка становить 448 амінокислот, а молекулярна маса — 50 050.
| 10         |  | 20         |  | 30         |  | 40         |  | 50         |
| ---------- |  | ---------- |  | ---------- |  | ---------- |  | ---------- |
| MYPSNKKKKV |  | WREEKERLLK |  | MTLEERRKEY |  | LRDYIPLNSI |  | LSWKEEMKGK |
| GQNDEENTQE |  | TSQVKKSLTE |  | KVSLYRGDIT |  | LLEVDAIVNA |  | ANASLLGGGG |
| VDGCIHRAAG |  | PCLLAECRNL |  | NGCDTGHAKI |  | TCGYDLPAKY |  | VIHTVGPIAR |
| GHINGSHKED |  | LANCYKSSLK |  | LVKENNIRSV |  | AFPCISTGIY |  | GFPNEPAAVI |
| ALNTIKEWLA |  | KNHHEVDRII |  | FCVFLEVDFK |  | IYKKKMNEFF |  | SVDDNNEEEE |
| DVEMKEDSDE |  | NGPEEKQSVE |  | EMEEQSQDAD |  | GVNTVTVPGP |  | ASEEAVEDCK |
| DEDFAKDENI |  | TKGGEVTDHS |  | VRDQDHPDGQ |  | ENDSTKNEIK |  | IETESQSSYM |
| ETEELSSNQE |  | DAVIVEQPEV |  | IPLTEDQEEK |  | EGEKAPGEDT |  | PRMPGKSEGS |
| SDLENTPGPD |  | VEMNSQVDKV |  | NDPTESQQED |  | QLIAGAQDEA |  | KEQRNGTK   |

A: Аланін

C: Цистеїн

D: Аспарагінова кислота

E: Глутамінова кислота

F: Фенілаланін

G: Гліцин

H: Гістидин

I: Ізолейцин

K: Лізин

L: Лейцин

M: Метіонін

N: Аспарагін

P: Пролін

Q: Глутамін

R: Аргінін

S: Серин

T: Треонін

V: Валін

W: Триптофан

Кодований геном білок за функцією належить до гідролаз. 
Задіяний у таких біологічних процесах, як пошкодження ДНК, альтернативний сплайсинг. 
Локалізований у ядрі.